# Marc Gagnon
Marc Gagnon (* 24. Juli 1975 in Chicoutimi, Québec) ist ein ehemaliger kanadischer Shorttracker.

## Werdegang
Gagnon begann bereits im Alter von drei Jahren mit Eislauf, ein Jahr später nahm er an ersten Kinderwettbewerben teil. Es dauerte jedoch 15 Jahre, bevor Gagnon erste internationale Erfolge erzielen konnte. Bei den Shorttrack-Weltmeisterschaften 1993 in Peking gewann er über 1000 Meter seinen ersten Weltmeistertitel sowie über 500 Meter Silber und über 3000 Meter Bronze. Zudem gewann er am Ende Gold in der Gesamtwertung. Ein Jahr später bei den Shorttrack-Weltmeisterschaften 1994 in Guildford wiederholte er die Erfolge vom Vorjahr und wurde zum zweiten Mal Weltmeister. Auch mit dem Team konnte er diesen Titel in Cambridge erringen. Im gleichen Jahr startete Gagnon erstmals bei den Olympischen Winterspielen in Lillehammer. Über 1000 Meter gewann er hinter Kim Ki-hoon und Chae Ji-hoon die Bronzemedaille. Über 500 Meter sowie mit der 5000-Meter-Staffel verpasste er mit dem vierten Platz nur knapp die Medaillenränge. Ein Jahr später bei den Shorttrack-Weltmeisterschaften 1995 in Gjøvik und Zoetermeer gewann er insgesamt drei Goldmedaillen. Ein weiteres Jahr später bei der Shorttrack-Weltmeisterschaften 1996 in Den Haag und Lake Placid gewann er erneut dreimal Gold und dreimal Silber. An diesen Erfolg konnte er bei den Shorttrack-Weltmeisterschaften 1997 nicht anknüpfen. Er gewann hier nur Gold über 1500 Meter. Am 4. April 1997 stellte er über 1000 Meter den Weltrekord mit einer Zeit von 1:28,230 min. Dieser Rekord hielt zwei Jahre bis 24. Januar 1999. Ein Jahr später in Wien und Bormio gewann er insgesamt fünf Goldmedaillen. Bei den Olympischen Winterspielen 1998 in Nagano gewann er Gold mit der 5000-Meter-Staffel. Bei den Shorttrack-Weltmeisterschaften 2000 in Den Haag konnte er nur noch mit dem Team die Weltmeistermedaille erreichen. 2001 bei den Weltmeisterschaften in Jeonju und Nobeyama konnte er nach 2000 erneut Gold mit dem Team sowie auch Gold über 1500 Meter sowie zwei Silbermedaillen und eine Bronzemedaille in der Gesamtwertung. Bei den Olympischen Winterspielen 2002 in Salt Lake City wurde er erstmals Olympiasieger über 500 Meter sowie mit der 5000-Meter-Staffel. Über 1500 Meter gewann er Bronze. In seiner eigentlichen Paradedisziplin erreichte er nur den 16. Platz. Nach den Olympischen Spielen beendete er seine aktive Karriere.
Marc Gagnon ist der jüngere Bruder des ebenfalls erfolgreichen Shorttrackers Sylvain Gagnon. 2008 wurde Marc Gagnon in Canada’s Sports Hall of Fame aufgenommen. Heute reist er als Motivationstrainer durch Kanada.

## Statistik

### Olympische Winterspiele
- Lillehammer 1994: Bronze 1000 Meter, 4. 500 Meter, 4. 5000 Meter Staffel
- Nagano 1998: Gold 5000 Meter Staffel, 4. 500 Meter, 16. 1000 Meter
- Salt Lake City 2002: Gold 500 Meter, Gold 5000 Meter Staffel, Bronze 1500 Meter, 16. 1000 Meter